# 真名川ダム
真名川ダム（まながわダム）は、福井県大野市、一級河川・九頭竜川水系真名川中流部に建設されたダムである。
国土交通省近畿地方整備局が管理を行う国土交通省直轄ダムで、九頭竜川水系では九頭竜ダム（九頭竜川）に次いで堤高が高い、高さ127.5メートルのアーチ式コンクリートダム。真名川および合流先である九頭竜川の治水と旧福井県企業庁による公営水力発電を目的とした特定多目的ダムであり、九頭竜ダム・九頭竜川鳴鹿大堰と共に総合的な管理が国土交通省北陸地方整備局・九頭竜川ダム統合管理事務所で行われているほか、上流の福井県営ダムである笹生川ダムとも連携した治水が行われる。ダムによって形成された人造湖は、地元に伝わる「麻那姫（まなひめ）伝説」より主人公の名を採って麻那姫湖（まなひめこ）と命名された。

## 沿革
真名川には福井県による「真名川総合開発事業」の一環として1957年（昭和32年）に笹生川ダムが完成していた。だが、1965年（昭和40年）福井県を襲った戦後最悪の水害・奥越豪雨によって真名川上流で3日間連続で1,044mmの豪雨が降り大水害が発生。笹生川ダムは洪水調節機能を喪失しダム決壊の危機に陥った。これを受けた建設省（現国土交通省近畿地方整備局）は1968年（昭和43年）に「九頭竜川水系工事実施基本計画」を策定。この中で旧西谷村中島集落が水害、豪雪、山津波によって壊滅するなど甚大な被害を受けたため、真名川流域にダムを建設し、洪水調節を図ろうとした。

## 目的
真名川ダムはこの基本計画に基づき1967年（昭和42年）より計画に着手され、10年の歳月を掛けて1977年（昭和52年）に完成した。九頭竜川水系では九頭竜ダムに続く国土交通省直轄ダム、いわゆる特定多目的ダムである。ダムの型式はアーチ式コンクリートダム、堤高は127.5m。洪水調節・不特定利水・水力発電を目的とする。真名川発電所は当初福井県の運営であったが、2010年（平成22年）に北陸電力へ譲渡となった。
ダムの完成により真名川流域の洪水調節は充実し、2004年（平成16年）の平成16年7月福井豪雨において被害が甚大であった足羽川流域と同雨量以上の豪雨にも拘らず、浸水被害が皆無という殊勲を立てた。この結果は凍結されていた足羽川ダム計画にも影響を与え、流域自治体・住民の強い要望により2006年（平成18年）より建設が再開されている。

## 麻那姫湖
ダム湖の名称は「麻那姫湖」と名付けられた。名の由来は地元の伝説である「麻那姫（真名姫）」伝説に由来している。流域に住む長者である十文字長者の一人娘に「麻那姫」という美しい娘が居た。ある年旱魃が起こり作物が全滅の危機に陥った時、河の神である竜に女性を捧げれば全滅を回避できるというお告げがあった。そこで麻那姫は自ら進んで竜が潜むと言われる渕に身を投げた。すると忽ち大雨が降り作物は全滅を免れた。村人は姫が入水した川を「真名川」と呼び祠を建て姫を祀ったと伝えられている。
真名川ダム上流部には麻那姫湖青少年旅行村が整備されている。麻那姫湖青少年旅行村春の里のダム湖沿いには、1992年（平成4年）に麻那姫の像が建立され、冬季は雪囲いがされている。

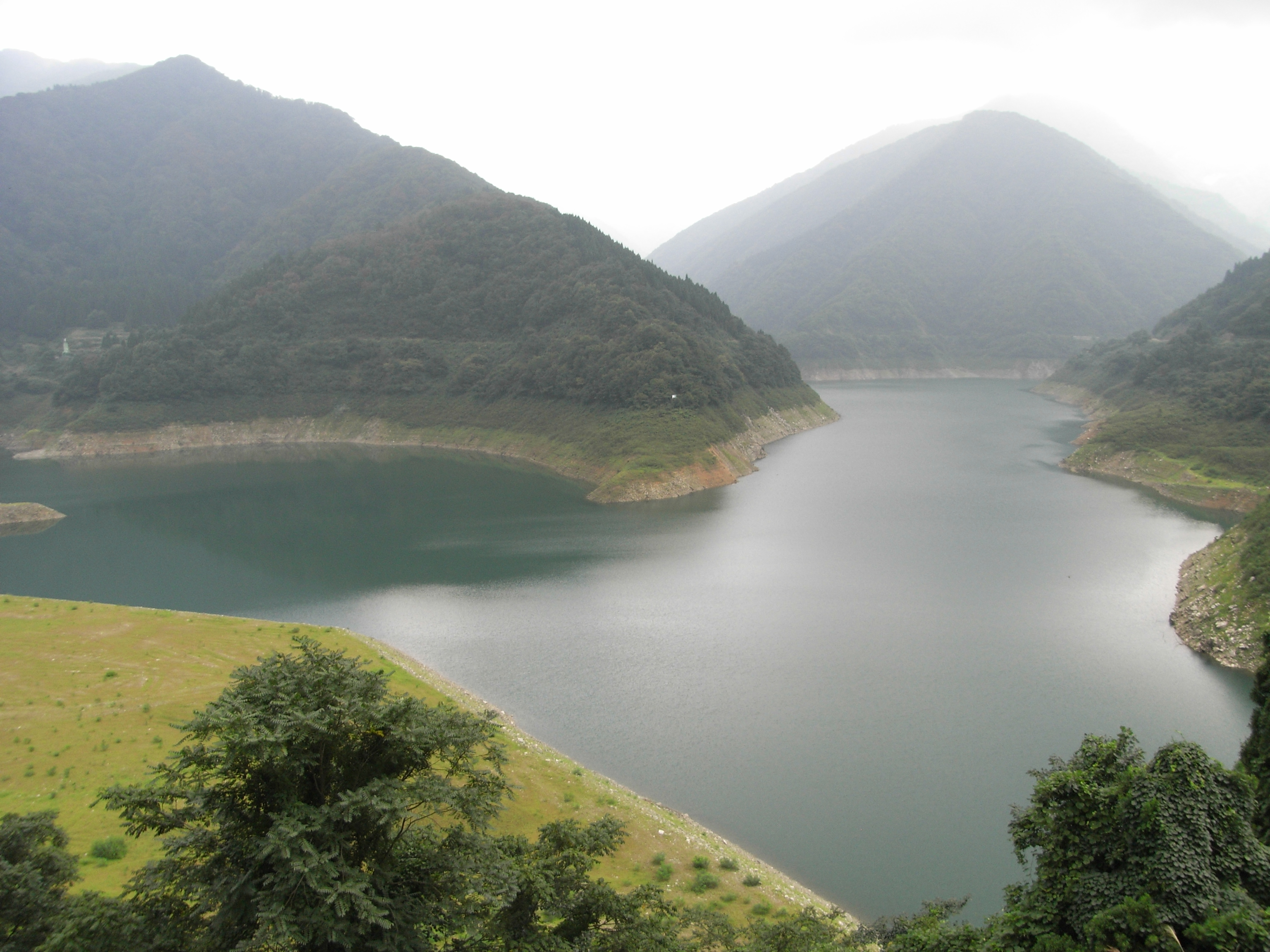
麻那姫湖
麻那姫像